# På väg igen
På väg igen (originaltitel: Honeysuckle Rose; även känd som On the Road Again) är en film från 1980 med bland andra Willie Nelson och regisserad av Jerry Schatzberg. Filmen är en nyinspelning av filmen Intermezzo från 1939.
Filmen innehåller den kända sången "On the Road Again" av Willie Nelson.